# ジャーナル・オブ・ジャパニーズ・ガーデニング
ジャーナル・オブ・ジャパニーズ・ガーデニング（The Journal of Japanese Gardening、略称JOJG）は、アメリカ合衆国において隔月刊で発行されている、英語の日本庭園・日本建築専門雑誌。
ウェブサイトでは Japanese Garden Journal  や Sukiya Living Magazine　 の名称も併用されている。雑誌の正式な題号は Sukiya living : the journal of Japanese gardening とされる。

## 概要
創刊は1998年。発行人のダグラス・M・ロス（Douglas M. Roth）は、海軍兵学校卒業後日本に渡り、鎌倉で5年間の造園修行を経て、米国メーン州で日本建築家として活動している人物である。編集は、日本語を理解し、日本での生活・造園修行の経験があり、日本庭園に関する学位を取得した少数のスタッフによって行われている。
雑誌の内容は、造園・建築技術に関するものを中心に、鯉、盆栽、家具、意匠など、広く生活・環境を通した日本文化の理解にわたっている。このほか、ブックレットの発行や、庭師のトレーニング・ワークショップの開催、京都の庭園ツアーなどをおこなっている。
注目を集める記事には、定期的に行われる世界の日本庭園調査や「優れた日本庭園」のランキングなどがある。

## 題号
表紙タイトルについては、初期には ROTH Tei-en's journal of Japanese gardening : 庭園  と Sukiya living : the journal of Japanese gardening  が併用されていたが、2005年より後者に統一された。日本の国立情報学研究所が運営するデータベースのCiNiiでは、前者を2007年までとし、2008年以後の後継誌として後者を扱っている。
発行者側は日本語訳題として「数寄屋リビングマガジン（ジャーナル・オブ・ジャパニーズ・ガーデニング）」を示している。日本国内では Sukiya living : the journal of Japanese gardening に対して「数寄屋リビング/ジャーナル・オブ・ジャパニーズ・ガーデニング」、Sukiya Living Magazine に対して「スキヤ・リビング・マガジン」「数寄屋リビングマガジン」などの日本語訳題で紹介された例がある。

## 「しおさいランキング」
2002年に、日本国内の優れた日本庭園、あるいは「数寄屋生活空間」Sukiya Living Environment （庭と家が一体となった日本的な生活環境）を選出する「しおさいプロジェクト」（The Shiosai Project）を開始し、2003年から毎年「しおさいランキング」（Shiosai Rankings）を発表している （当初はベスト25、以後漸増し、2010年以後はベスト50）。
この名称は、発行人のロスが神奈川県葉山町で暮らしていた際、家の近くにあった葉山しおさい公園（旧葉山御用邸付属邸）が素晴らしい庭園であるにもかかわらず、日本ではほとんど知られていない（言及されるとしても大正天皇が最晩年を過ごした場所としてであり、庭園そのものに焦点があてられているわけではない）ことから、同じように埋もれている「素晴らしい庭園」があるのではないかと考えたためである。
ロスは、日本における庭園の評価が「歴史的な重要性」や「規模」を重視して行われていると考えており、これに対して庭園の「質」（quality）による評価を打ち出している。ランキングには、一般公開されている庭園に加え、ホテル・旅館や料亭内の庭園なども含まれており、今現在の「質」に満足できる場所のリストアップを志向している。また、建築との組み合わせも着目点として特に記すところであり、ランキングを「日本で最も質の高い庭と建築のコンビを見いだそうとする試み」としている。
プロジェクトに参加しているのは定期的に本誌への寄稿をおこなっている専門家たちで（30名前後の庭園・造園専門家や関連分野の大学教授で、国籍は日米欧豪とさまざまという）、実際に訪問した庭園に順位付けをして評価得点を与え、複数の参加者から評価を受けた庭園についてその評価得点を平均するという形式で行われる（評価者が1名のみの庭園はランキングに登場しない）。「質」に関しては各評価者個人の基準に委ねられている。プロジェクトでは「茶庭の静寂を好む方もいれば孫が遊ぶ庭を愛する方もおります」としており、足立美術館と山本亭（後述）のように異なる指向性の庭園・施設がランキング上位に同居する。
発足2年目の2004年には、631庭園の中から選ばれたが、挙げられる庭園は回を重ねるごとに増え、2015年調査の時点では1000以上の庭園がリストアップされている。既存の知名度を考慮しないため、ランキングの始動後に選出されたものの中には、ロスもそれまで聞いたことのなかった庭園もあるという。「しおさいプロジェクト」では、知名度の低い庭園の紹介をむしろランキングの核心的な役割として位置付けている。
ランキングの特徴としては、発足以来島根県の足立美術館が連続して1位を占めていることが挙げられる。足立美術館は、庭園も美術作品とする認識がスタッフに共有され、環境が細やかに維持管理されていることが高く評価されている（一方で、整いすぎていてリラックスできないという評も寄せる参加者もいる）。第2位もランキング発足以来桂離宮が不動の座を占める。第3位以下の順位はしばしば変動するが、第3位に最多の10回（2022年まで）入っている東京都葛飾区柴又の山本亭は、数寄屋建築と庭の調和にとどまらずホスピタリティ面も含め「おじいちゃんの家の座敷で美しい庭を見ながらのんびり過ごすような和みの空間」（大意） として高い好感度を得ての高評価である。なお、「しおさいプロジェクト」のきっかけとなった葉山しおさい公園も、2007年ランキングで27位に入って以来ランキングに名を連ねている。
毎年のランキングのうち、上位5位は以下の通り。名称はランキング発表当時のもの。なお、下記のうち、京都府の「平安会館」（通称「御所西京都平安ホテル」）については2023年3月末で廃業となる（庭園については未定）。島根県の「佳翠苑皆美」と「皆実館」は経営母体を同じくする別施設である。
| 年     | 第1位                | 第2位            | 第3位                        | 第4位                          | 第5位                          | 出典   |
| ------ | -------------------- | ---------------- | ---------------------------- | ------------------------------ | ------------------------------ | ------ |
| 2003年 | 足立美術館（島根県） | 桂離宮（京都府） | 武家屋敷跡・野村家（石川県） | 蓮華寺（京都府）               | 山本亭（東京都）               | [ 22 ] |
| 2004年 | 足立美術館（島根県） | 桂離宮（京都府） | 山本亭（東京都）             | 無鄰菴（京都府）               | 武家屋敷跡・野村家（石川県）   | [ 16 ] |
| 2005年 | 足立美術館（島根県） | 桂離宮（京都府） | 山本亭（東京都）             | 無鄰菴（京都府）               | 二条城清流園（京都府）         | [ 23 ] |
| 2006年 | 足立美術館（島根県） | 桂離宮（京都府） | 山本亭（東京都）             | 無鄰菴（京都府）               | 栗林公園（香川県）             | [ 24 ] |
| 2007年 | 足立美術館（島根県） | 桂離宮（京都府） | 山本亭（東京都）             | 栗林公園（香川県）             | 無鄰菴（京都府）               | [ 20 ] |
| 2008年 | 足立美術館（島根県） | 桂離宮（京都府） | 養浩館庭園（福井県）         | 山本亭（東京都）               | 無鄰菴（京都府）               | [ 25 ] |
| 2009年 | 足立美術館（島根県） | 桂離宮（京都府） | 養浩館庭園（福井県）         | 平安会館（京都府）             | 栗林公園（香川県）             | [ 26 ] |
| 2010年 | 足立美術館（島根県） | 桂離宮（京都府） | 養浩館庭園（福井県）         | 栗林公園（香川県）             | 無鄰菴（京都府）               | [ 27 ] |
| 2011年 | 足立美術館（島根県） | 桂離宮（京都府） | 栗林公園（香川県）           | 養浩館庭園（福井県）           | 無鄰菴（京都府）               | [ 28 ] |
| 2012年 | 足立美術館（島根県） | 桂離宮（京都府） | 湯村常磐ホテル（山梨県）     | 御所西京都平安ホテル（京都府） | 山本亭（東京都）               | [ 29 ] |
| 2013年 | 足立美術館（島根県） | 桂離宮（京都府） | 湯村常磐ホテル（山梨県）     | 御所西京都平安ホテル（京都府） | 山本亭（東京都）               | [ 30 ] |
| 2014年 | 足立美術館（島根県） | 桂離宮（京都府） | 山本亭（東京都）             | 御所西京都平安ホテル（京都府） | 養浩館庭園（福井県）           | [ 31 ] |
| 2015年 | 足立美術館（島根県） | 桂離宮（京都府） | 山本亭（東京都）             | 養浩館庭園（福井県）           | 御所西京都平安ホテル（京都府） | [ 32 ] |
| 2016年 | 足立美術館（島根県） | 桂離宮（京都府） | 山本亭（東京都）             | 御所西京都平安ホテル（京都府） | 養浩館庭園（福井県）           | [ 33 ] |
| 2017年 | 足立美術館（島根県） | 桂離宮（京都府） | 山本亭（東京都）             | 御所西京都平安ホテル（京都府） | 佳翠苑皆美（島根県）           | [ 34 ] |
| 2018年 | 足立美術館（島根県） | 桂離宮（京都府） | 皆美館（島根県）             | 山本亭（東京都）               | 御所西京都平安ホテル（京都府） | [ 35 ] |
| 2019年 | 足立美術館（島根県） | 桂離宮（京都府） | 皆美館（島根県）             | 山本亭（東京都）               | 玉堂美術館（東京都）           | [ 36 ] |
| 2020年 | 足立美術館（島根県） | 桂離宮（京都府） | 皆美館（島根県）             | 山本亭（東京都）               | 玉堂美術館（東京都）           | [ 37 ] |
| 2021年 | 足立美術館（島根県） | 桂離宮（京都府） | 山本亭（東京都）             | 皆美館（島根県）               | 御所西京都平安ホテル（京都府） | [ 38 ] |
| 2022年 | 足立美術館（島根県） | 桂離宮（京都府） | 山本亭（東京都）             | 皆美館（島根県）               | 養浩館庭園（福井県）           | [ 39 ] |

このほか、北米（US/CANADA）、英国・アイルランド（UK/IRELAND）、オーストラリア（AUSTRALIA）についても、日本庭園の調査ないしはランキングを不定期に行っている。2016年6月現在、北米では2004年、2008年に続き2013年（ベスト25を選出）が行われており、3度ともポートランド日本庭園、アンダーソン日本庭園、松風荘（フィラデルフィア）がベスト3を占めている。他の2地域では2003年の調査を含めこれまで2回行われ、英国・アイルランドでは2009年（ベスト8。タットン・パークを首位に選出）、オーストラリアでは2007年（ベスト6。サザンクイーンズランド大学日本庭園を首位に選出）が最新のものである。

## 外部サイト
- Japanese Garden Journal（英語） - 発行元
- JOJG Articles（英語）（記事検索） - JGarden.org
- しおさいプロジェクト（日本語）